# Sumio Kawakami
Sumio Kawakami (川上 澄生, Kawakami Sumio) est un peintre japonais des XIXe et XXe siècles, né en 1895 à Yokohama, mort en 1972.

## Biographie
Sumio Kawakami est un graveur de figures, paysages urbains, natures mortes, illustrateur et peintre de fixés-sous-verre. Il ne reçoit jamais aucune éducation artistique formelle et se considère comme un peintre amateur. Alors qu'à cette époque les jeunes japonais sont attirés par l'Europe, lui, part en 1917 pour le Canada et l'Alaska, où il travaille d'abord comme peintre d'enseignes, puis dans une conserverie de poissons.
À son retour chez lui, pour satisfaire sa famille, il devient instituteur à Tsuruda, une bourgade de campagne, où il reste de 1921 à 1945. De caractère indépendant et taciturne, ses contacts avec le monde artistique et les mouvements d'avant-garde de l'avant-guerre, sont peu fréquents. Son isolement ne l'empêche pas de peindre et d'écrire des poèmes qu'il illustre. Durant toute cette période, et bien que se refusant à vendre sa production qu'il préfère offrir à ses amis ou à ses élèves, il illustre une quarantaine de recueils de poèmes et de nouvelles dont il est l'auteur.

## Style et tradition
En 1958, à l'âge de soixante-trois ans, il devient artiste professionnel. Ses premières œuvres influence déjà certains de ses contemporains, notamment Shikō Munakata graveur le plus connu de son époque. Dès lors reconnu comme l'une des figures les plus importantes et les plus originales de l'art japonais, Kawakami vit de nombreuses expositions et reçoit les honneurs officiels. À partir de 1920, Kawakami se consacre uniquement à la peinture de sujets et d'objets étrangers à la tradition japonaise : personnages à la barbe rouge, femmes en buste, montres et pendules, lampes, livres reliés cuir..., tout un exotisme qui fascine le Japon depuis le XVIe siècle et l'arrivée des premiers négociants portugais et hollandais. En 1929 il entre à la Nihon Sōsaku Hanga Kyōkai (Société de Création d'Estampes Japonaises), et publie avec Hiratsuka et Onchi Koshiro (1891-1955), une importante série d'estampes intitulée : Cent Vues de la Nouvelle Tokyo, après le grand tremblement de terre de 1923.

## Son parcours et son retour au passé
Tandis que ses contemporains se tournent volontiers vers des sujets prolétariens et sociaux, lui se cantonne dans l'étude de la période Meiji (1868-1912) et de l'Art Nanban, époque où il pratique la peinture de fixés-sous-verre. De 1942 à 1944, en deux ans, il publie vingt-et-un recueils d'estampes et de textes qu'il grave lui-même, caractère par caractère, sur des blocs séparés afin de faciliter l'impression simultanée du texte et de l'image. Le premier livre ainsi paru en 1942 est : Nanban Sen-ki (Documents sur les navires chrétiens), suivi en 1943 de Documents sur l'arrivée du tabac, en 1944 de Images des barbares du Sud, Bouddhas chrétiens, ainsi que d'une série de ses vues pour lanterne magique.
 
À considérer ces diverses œuvres, il est impossible d'y discerner alors, un pays en pleine guerre internationale. Néanmoins, épuisé par les privations et par cette créativité intense, il doit quitter Tsuruda dans un train de marchandises, et s'installer dans un petit village de Hokkaidō, afin d'échapper aux inconvénients de la débâcle. C'est là, qu'avec le poète Sarashina Genzō (né en 1904), il prend un intérêt grandissant au mouvement Mingei (artisanat traditionnel), dont il devient un des piliers. Quand en 1949, il reprend son poste d'enseignant, il travaille avec Shikō Munakata et Shōji Hamada, le célèbre céramiste déclaré « Trésor National Vivant ».